# Cacostola janzeni
Cacostola janzeni är en skalbaggsart som beskrevs av Chemsak och Linsley 1986. Cacostola janzeni ingår i släktet Cacostola och familjen långhorningar.
Artens utbredningsområde är Honduras. Inga underarter finns listade.